# Čechy na olympijských hrách
Čechy (České království v rámci Rakouska-Uherska) se účastnily v letech 1896 (1900) až 1912 Olympijských her samostatně. Po vzniku Československa r. 1918 už jako samostatný stát.

## Účasti
| Přehled medailí na LOH (Čechy 1896–1912) | Přehled medailí na LOH (Čechy 1896–1912)    | Přehled medailí na LOH (Čechy 1896–1912) | Přehled medailí na LOH (Čechy 1896–1912) | Přehled medailí na LOH (Čechy 1896–1912) | Přehled medailí na LOH (Čechy 1896–1912) | Přehled medailí na LOH (Čechy 1896–1912) |
| ---------------------------------------- | ------------------------------------------- | ---------------------------------------- | ---------------------------------------- | ---------------------------------------- | ---------------------------------------- | ---------------------------------------- |
| Poř.                                     | Linky                                       | Město / Země                             | Zlatá olympijská medaile                 | Stříbrná olympijská medaile              | Bronzová olympijská medaile              | Celkem                                   |
| 1                                        | -                                           | 1896 Athény Řecko                        | bez české účasti                         | bez české účasti                         | bez české účasti                         | bez české účasti                         |
| 2                                        | Archivováno 2. 2. 2013 na Wayback Machine.  | 1900 Paříž Francie                       | 0                                        | 1                                        | 1                                        | 2                                        |
| 3                                        | -                                           | 1904 Saint Louis USA                     | bez české účasti                         | bez české účasti                         | bez české účasti                         | bez české účasti                         |
| 4                                        | Archivováno 14. 9. 2011 na Wayback Machine. | 1908 Londýn Velká Británie               | 0                                        | 0                                        | 2                                        | 2                                        |
| 5                                        | Archivováno 7. 11. 2012 na Wayback Machine. | 1912 Stockholm Švédsko                   | 0                                        | 0                                        | 0                                        | 0                                        |
|                                          | Celkem                                      |                                          | 0                                        | 1                                        | 3                                        | 4                                        |
| Zdroj na Olympedia.org                   |                                             |                                          |                                          |                                          |                                          |                                          |

## Seznam medailistů
| Rok  | Dějiště | Olympionici                                                                                                | Disciplína               |
| ---- | ------- | --- | ------------------------ |
| 1900 | Paříž   | František Janda-Suk                                                                                        | Atletika – hod diskem    |
| 1900 | Paříž   | Hedwiga Rosenbaumová                                                                                       | Tenis – dvouhra          |
| 1908 | Londýn  | Vilém Goppold von Lobsdorf                                                                                 | Šerm – šavle jednotlivci |
| 1908 | Londýn  | Vilém Goppold von Lobsdorf, Bedřich Schejbal, Jaroslav Šourek-Tuček, Otakar Lada a Vlastimil Lada-Sázavský | Šerm – kord družstva     |